# Lukas Dijkema
Lukas Dijkema (Amsterdam, 27 februari 1954) is een Nederlands acteur en schrijver.
Dijkema speelt sinds 1990 vooral in televisieseries en met bijrollen in films. Zijn bekendste rollen speelde hij in de televisieseries Ernstige Delicten als forensisch patholoog Arnoud en als Lucas King de opa van Dylan King in SpangaS. Ook was hij met een terugkeerde rol te zien in de televisieseries Spangen, Noord Zuid en De Spa. In 2002 bracht hij zijn eerste boek uit Hakken in het zand. Ook sprak hij verschillende stemmen in voor de animatieserie, Pieter Post.
Dijkema was van 2014 tot en met 2019 als Theo Bos te zien in de televisieserie Nieuwe buren.